# 吕泽 (安德尔-卢瓦尔省)
吕泽（法語：Luzé，法語發音：[lyze]）是法国安德尔-卢瓦尔省的一个市镇，属于希农区。

## 地理
吕泽（47°1'24"N, 0°27'9"E）面积20.3 平方千米，位于法国中央-卢瓦尔河谷大区安德尔-卢瓦尔省，该省份为法国中西部省份，北起萨尔特省、东北接卢瓦-谢尔省，东南接安德尔省，南至维埃纳省，西临曼恩-卢瓦尔省。
与吕泽接壤的市镇（或旧市镇、城区）包括：布拉卢、库尔库埃、若奈、维埃纳河畔马西伊、马里尼马尔芒德、维埃纳河畔波尔、维埃纳河畔里伊、韦尔讷伊堡。

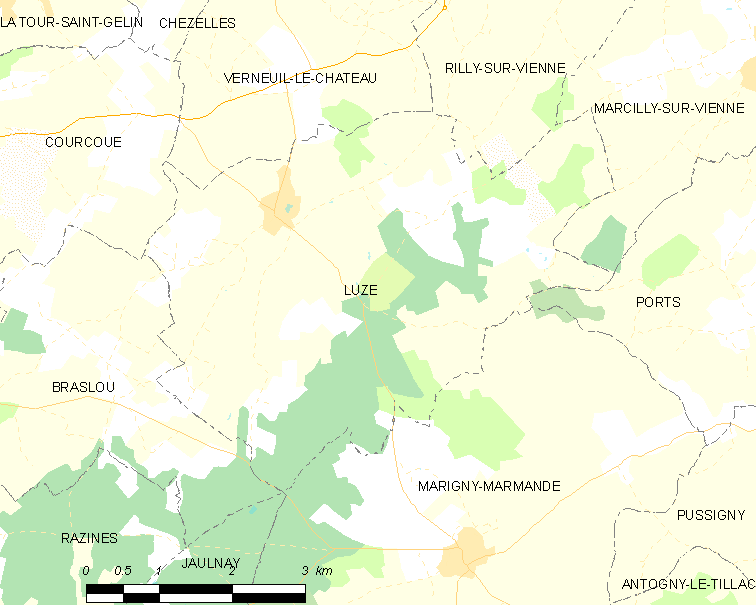
的OSM定位图

吕泽的时区为UTC+01:00、UTC+02:00（夏令时）。

## 行政
吕泽的邮政编码为37120，INSEE市镇编码为37140。

## 政治
吕泽所属的省级选区为图赖讷地区圣莫尔县。

## 人口

1962-2008年间人口变化图示

吕泽于2022年1月1日时的人口数量为274人。